# Finding Forrester
Finding Forrester is een Amerikaanse film uit 2000 van Gus Van Sant, die gaat over een zwarte tiener genaamd Jamal Wallace (Rob Brown).

## Verhaal
Jamal groeit zonder vader op in de Bronx. Hij maakt, uit nieuwsgierigheid en met de nodige moeite, contact met de teruggetrokken blanke schrijver William Forrester (Sean Connery), die in deze relatief zwarte buurt woont. Deze raakt vooral geïnteresseerd in Jamals schrijfwerk en wordt mentor en een soort plaatsvervangend vader voor hem. Jamal wordt ondertussen uitgenodigd les te nemen op een prestigieuze school vanwege zowel zijn intellectuele als basketbalprestaties. Hij krijgt tussentijds schrijflessen van Forrester en Jamal haalt Forrester enigszins uit zijn isolement. De dochter van een van de bestuursleden van de school gaat een relatie met hem aan. Op de school boekt hij flinke successen totdat hij door een van de leraren beschuldigd wordt van plagiaat in zijn schrijfwerk.

## Verwijzingen
Het personage Forrester is, naar wordt aangenomen, gedeeltelijk gebaseerd op de Amerikaanse schrijver J.D. Salinger. De overeenkomst is onder andere dat beide teruggetrokken auteurs vooral één spraakmakend werk hebben gepubliceerd; Salinger The Catcher in the Rye en Forrester Avalon Landing.

## Rolverdeling
| Acteur            | Personage           |
| ----------------- | ------------------- |
| Sean Connery      | William Forrester   |
| Rob Brown         | Jamal Wallace       |
| F. Murray Abraham | Robert Crawford     |
| Anna Paquin       | Claire              |
| Busta Rhymes      | Terrell             |
| April Grace       | Ms. Joyce           |
| Michael Pitt      | Coleridge           |
| Michael Nouri     | Dr. Spence          |
| Matt Damon        | Steve Sanderson     |
| Gerry Rosenthal   | Student Speaker     |
| Glenn Fitzgerald  | Massie              |
| Alison Folland    | Jeopardy Contestant |